# Ryan T. Anderson
Ryan T. Anderson (nacido en 1981 o 1982) es un académico conservador y filósofo político estadounidense conocido por su oposición al matrimonio entre personas del mismo sexo. Actualmente es presidente del Centro de Ética y Políticas Públicas. Anteriormente fue un William E. Simon Senior Research Fellow en la Fundación Heritage y es fundador y editor en jefe de Public Discourse, la revista en línea del Witherspoon Institute.
Anderson nació en Baltimore. Creció con tres hermanos mayores y un hermano menor. Anderson recibió su licenciatura en artes de la Universidad de Princeton y su doctorado en filosofía política de la Universidad de Notre Dame.

## Obras
La disertación de Anderson de 2014 se titula "Ni liberal ni libertario: un enfoque de derecho natural para la justicia social y los derechos económicos".
Anderson coescribió el libro de 2012 What Is Marriage? Hombre y mujer: una defensa con Sherif Girgis y su mentor Robert P. George. En él, argumentan que el propósito del matrimonio es la procreación y, por lo tanto, los matrimonios entre personas del mismo sexo no deberían ser posibles. El juez Samuel Alito hizo referencia al libro en su opinión disidente en Estados Unidos v. Windsor.  En 2017, Anderson fue coautor de Debate sobre la libertad religiosa y la discriminación con Girgis y John Corvino.  El libro recibió reseñas positivas por su discusión argumentada pro- y con- sobre la libertad religiosa y la ley contra la discriminación.
En 2018, Anderson lanzó su libro When Harry Became Sally: Responding to the Transgender Moment. El libro, que critica lo que llama "transgenerismo" y está fuertemente influenciado por las obras de Paul R. McHugh, fue objeto de escrutinio después de que encabezó la lista de los más vendidos de Amazon en la categoría Historia de los derechos civiles de gays y lesbianas.  El 21 de febrero de 2021, el libro se eliminó de Amazon.  El 11 de marzo de 2021, Amazon explicó su decisión en una carta dirigida a los senadores republicanos Marco Rubio, Mike Lee, Mike Braun y Josh Hawley.  Anderson niega que su libro describa a las personas transgénero como "enfermas mentales".
Anderson se opone a la "Ley de Igualdad" de los Estados Unidos.

## Vida personal
Anderson es católico.